# Pecten jacobaeus
Pecten jacobaeus, середземноморський гребінець, є видом гребінця, їстівного морського гребінця, морського двостулкового молюска з родини Pectinidae.

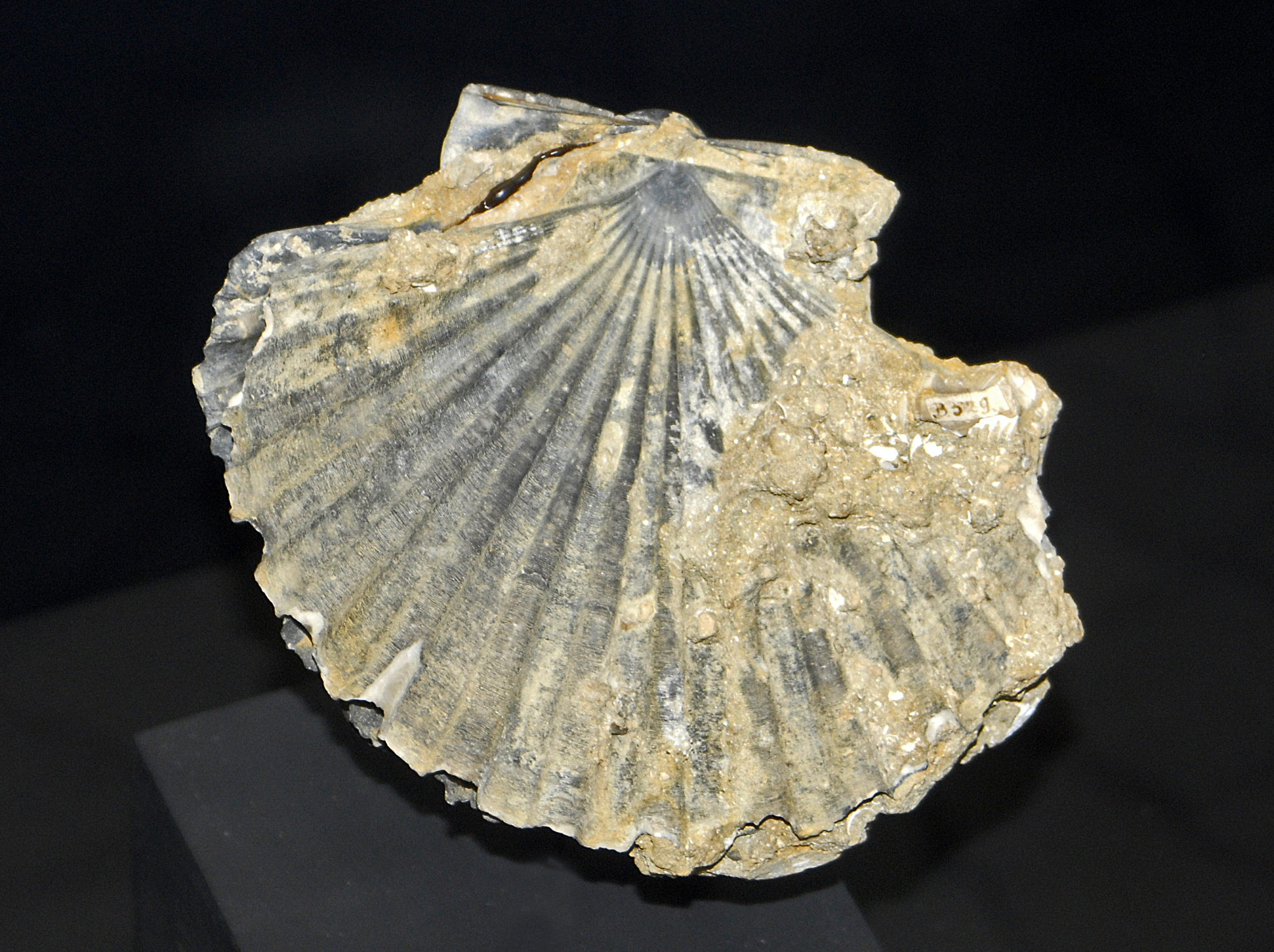
Викопна створка Pecten jacobaeus з пліоцену Італії

## Опис
Pecten jacobaeus зазвичай досягає довжини приблизно 120—140 міліметрів, але світовий рекорд досягає понад 210 мм. Два клапани мають різні форми. Нижня стулка, якою тварина спирається на дно, дуже опукла і світлого кольору, а верхня стулка плоска й коричнева. На них видно 14-16 ребер (променеві зморшки) з більш-менш прямокутним поперечним перерізом. Внутрішня частина клапанів гладка, як порцеляна.
Молюск має на краю мантії безліч коротких щупалець, між якими розташовано 60 блакитних міліметрових лінзових очей. При швидкому закриванні двох клапанів він може відплисти на кілька метрів у разі небезпеки.
Харчуються планктоном та іншими плаваючими частинками їжі, які вони отримують, фільтруючи морську воду зябрами.

## Розповсюдження
Скоріше за все, що цей вид є ендеміком Середземного моря, але він може бути конспецифічним з Pecten maximus, великим гребінцем, який має ширше поширення. Хоча ці два види морфологічно схожі, вони мають відмінні риси.
Скам'янілості Pecten jacobaeus вперше з'являються на початку пліоцену і досить поширені в пліоценових і плейстоценових відкладеннях Італії.

## Комерційна цінність
Гребінці цього виду комерційно збирають для споживання людиною за допомогою таких методів, як трал Rapido.

## Популярна культура
У християнському контексті цей вид традиційно асоціюється зі святим Яковом, звідси специфічна назва jacobaeus. Він також відомий як «гребінець пілігрима», оскільки раковини використовувалися паломниками в середні віки як чашку.